# Alfred Schiff
Alfred Wilhelm Schiff (* 23. Dezember 1863 in Berlin; † 31. Januar 1939 ebenda) war ein deutscher Archäologe und Sportfunktionär und -historiker jüdischen Glaubens. Seine Idee des olympischen Fackellaufs wurde von Carl Diem umgesetzt.

## Leben und Wirken
Alfred Schiff studierte nach seinem Abitur 1881 Archäologie an den Universitäten in Heidelberg, Straßburg und Berlin. Während seines Studiums wurde er 1881 Mitglied der Straßburger Burschenschaft Germania. Anlässlich der feierlichen Enthüllung einer Marmorbüste zum 80. Geburtstag von Ernst Curtius im Museum von Olympia am 19. April 1895 sprach Schiff im Namen der jüngeren Berliner Schüler des Archäologen und Ausgräber von Olympia. In den Jahren 1900 und 1901 nahm er an den Ausgrabungen der Sieglin-Expedition in Alexandria teil. Er wurde 1905 an der Universität Rostock bei Gustav Körte promoviert. Er nahm an Grabungen in Athen und auf den griechischen Inseln teil. Als langjähriges Vorstandsmitglied der Archäologischen Gesellschaft zu Berlin wirkte Schiff an dem regen wissenschaftlichen Austausch zwischen Archäologen, Altertumswissenschaftlern, Gelehrten anderer Disziplinen sowie anderer Interessenten mit.
Bei den ersten Olympischen Spielen der Neuzeit in Athen wirkte Alfred Schiff als Schiedsrichter und Betreuer der deutschen Mannschaft mit und gehörte 1904 zu den Gründungsmitgliedern des „Deutschen Reichsausschusses für Olympische Spiele“, einem der Vorläufer des Nationalen Olympischen Komitees. Von 1920 bis zu seiner Entlassung im April 1933 aus antisemitischen Gründen arbeitete er in verschiedenen Funktionen, zuletzt als Verwaltungsdirektor, an der Hochschule für Leibesübungen in Berlin.
Das olympische Feuer brannte erstmals im Jahre 1928 im Stadion von Amsterdam. Diese Feuersymbolik hat Schiff dann für die Spiele in Berlin weiterentwickelt. Schiff wertete antike Gemmen-, Vasen- und Reliefbilder mit Darstellungen von Fackelläufern aus und stellte einschlägige antike Quellen zusammen.
Dass Schiff der Ideengeber für die Durchführung des Fackellaufes war, wird durch eine eigenhändig verfasste Denkschrift zum antiken Fackellauf belegt, in der er für Diem seine Forschungsergebnisse zusammengefasst hat. Auch Einträge in Diems Tagebuch drücken dies aus.
Für die Vorbereitung der Spiele in Berlin 1936 verschaffte Diem seinem Freund und Kollegen an der Deutsche Hochschule für Leibesübungen (DHfL) in Berlin, obwohl er Jude war, bezahlte Aufträge für das Organisationskomitee und konnte ihn so finanziell unterstützen. Viele Jahre lang war Schiff der persönliche Berater Diems. Insbesondere beriet er ihn in allen Fragen der antiken Sportgeschichte und Kultur und überarbeitete Diems Tagebücher zu Fragen des antiken Sports. Auf Initiative Diems wurde Alfred Schiff die Planung und Vorbereitung einer als Begleitprogramm der Berliner Spiele gedachten Ausstellung zur Geschichte der Leibesübungen im Altertum übertragen. Unter dem Titel "Sport der Hellenen" wurde die Sonderausstellung von Juli bis August 1936 im Pergamonmuseum gezeigt. Hierbei wurden ebenso wie beim olympischen Fackellauf alle Hinweise auf den geistigen Urheber und Organisator getilgt.
Alfred Schiff heiratete Laura Hirschfeld am 15. Januar 1915 in Berlin. Als Alfred Schiff am 31. Januar 1939 in Berlin starb, waren seine Frau und die beiden Töchter Sabine und Elizabeth nach Großbritannien emigriert. Durch die Judenverfolgungen der Nationalsozialisten wäre sein Lebenswerk beinahe in Vergessenheit geraten.

## Veröffentlichungen
- mit Friedrich Hiller von Gaertringen: Grabrelief aus Andros. In: Jahreshefte des Österreichischen Archäologischen Institutes in Wien 6, 1903, S. 93–98 (Digitalisat).
- Alexandrinische Dipinti. Leipzig 1905 (= Dissertation, Digitalisat).
- Das Zentralinstitut für Erziehung und Unterricht. In: Kölner Universitäts-Zeitung. 2. Jahrgang, Sondernummer, September 1920, S. 4–7 (Digitalisat).
- Kampf- und Übungsstätten im griechischen Altertum. In: Franz Breithaupt, Carl Diem, Hans Sippel (Hrsg.): Stadion. Das Buch von Sport und Turnen, Gymnastik und Spiel. Berlin 1928, S. 409–419.
- (Hrsg.): Die Deutsche Hochschule für Leibesübungen 1920–1930. Magdeburg 1930.
- Der Marathonlauf. In: Friedrich Mildner (Hrsg.): Olympia und die Leibesübungen im nationalsozialistischen Staat. Band 1. Berlin 1934, S. 41–45.